# Salvador Ordóñez
Salvador Ordóñez Delgado (prononcé en espagnol : [salβaˈðoɾ oɾˈðoɲɛð ðɛlˈɣaðo]) est un universitaire et homme politique espagnol, né le 17 juin 1946 à Lena.

## Vie professionnelle

### Formation et carrière d'universitaire
Salvador Ordóñez Delgado naît le 17 juin 1946 dans le hameau de Ríospaso, sur le territoire de la commune de Lena, dans les Asturies. Il est licencié depuis 1971 et docteur en sciences géologiques de l'université complutense de Madrid,.
Il travaille pendant vingt ans au sein de l'université complutense, où il est notamment professeur adjoint puis vice-doyen de la faculté des sciences géologiques. Il rejoint en 1992 l'université d'Alicante pour occuper le poste de professeur des universités en pétrologie et géochimie, occupant les fonctions de directeur de l'école de gemmologie puis de vice-doyen de la faculté des sciences.

### Recteur de deux universités
Le 11 mai 2001, il est élu recteur de l'université d'Alicante par 77 % des voix, sa liste pour le conseil d'administration étant renouvelée à 70 % par rapport à l'équipe sortante. Ayant démissionné en 2004, il devient en novembre 2006 recteur de l'université internationale Menéndez Pelayo (UIMP). Il assume cette responsabilité pendant plus de six ans, annonçant son retrait en décembre 2012.

## Activités politiques
Après le retour au pouvoir du Parti socialiste ouvrier espagnol (PSOE) de José Luis Rodríguez Zapatero en 2004, Salvador Ordóñez est nommé secrétaire d'État à l'Enseignement supérieur et à la Recherche par la ministre de l'Éducation et de la Science María Jesús San Segundo lors du conseil des ministres du 19 avril.
Au début de l'année 2006, son nom est évoqué pour prendre la tête de liste du PSOE aux élections municipales du 27 mai 2007 dans la ville d'Alicante. C'est finalement la sous-déléguée du gouvernement Etelvina Andreu (es) qui obtient l'investiture des socialistes.
Le 6 mai 2006, il est relevé de ses fonctions par la nouvelle ministre de l'Éducation Mercedes Cabrera, qui le remplace par l'universitaire et ancien sénateur Miguel Ángel Quintanilla (es).